# Alexander Campbell Hope
Pour les articles homonymes, voir Alexander Hope et Hope.
Alexander Campbell Hope (4 août 1894-25 août 1978) est un homme politique canadien de la Colombie-Britannique. Il est député provincial conservateur de la circonscription britanno-colombienne de Delta de 1945 à 1952. Il est membre du gouvernement de coalition.

## Biographie
Né à Vancouver en Colombie-Britannique, Hope travaille sur une ferme qui produit des moutons, des bovins et des légumes. Il siège au conseil scolaire et en tant que préfet du district de Langley.
Siégeant à l'Assemblée législative de la Colombie-Britannique, Hope siège au conseil consultatif provincial de l'agriculture, au B.C. Coast Vegetal Marketing Board, à l'Association britanno-colombienne des producteurs certifiés de pomme de terres. 
Il est aussi président de la Société de restauration de Langley, de la  B.C. Farm Machinery Museum Association, de la Fort Langley Improvement Society et de la chambre de commerce de Fort Langley.
Hope meurt à Murrayville en août 1978 à l'âge de 84 ans.